# Otto Zimmermann (Politiker, 1898)
Otto Zimmermann (* 1. Januar 1898 in Strausberg, Landkreis Oberbarnim; † 30. April 1972 in Berlin) war ein deutscher Politiker (SPD).

## Leben
Zimmermann besuchte eine Volksschule und machte eine Lehre als Schriftsetzer. Er trat 1916 in den Verband der Deutschen Buchdrucker ein. Ein Jahr später wurde er eingezogen und trat nach dem Ersten Weltkrieg 1919 der SPD bei. 1927 wurde er beamteter Werkmeister beim Provinzialverband Brandenburg und war Stadtverordneter. Nach der „Machtergreifung“ der Nationalsozialisten wurde Zimmermann wegen seiner politischen Tätigkeit nach § 4 des „Gesetzes zur Wiederherstellung des Berufsbeamtentums“ entlassen und anschließend im KZ Sachsenhausen in Haft gehalten. Ab 1935 war er Betriebsleiter bei einem Druckhaus, geriet aber mehrfach in Gestapohaft.
Nach dem Zweiten Weltkrieg wurde Zimmermann 1945 zunächst Referent im Berliner Bezirksamt Lichtenberg und 1947 zum Bezirksrat für Sozialwesen in Lichtenberg gewählt. Auf Druck der Sowjetischen Militäradministration in Deutschland (SMAD) musste er im Dezember 1948 das Amt niederlegen und wurde anschließend Leiter des Haushaltsamts im (West-Berliner) Bezirksamt Neukölln. Nach der Berliner Wahl 1954 wurde Zimmermann von der Bezirksverordnetenversammlung im Bezirk Kreuzberg zum Bezirksstadtrat gewählt, im Mai 1962 trat er in den Ruhestand. Bei der Wahl 1963 wurde er in das Abgeordnetenhaus von Berlin gewählt, dem er bis 1967 angehörte.